# Socialist Equality Party (Vereinigte Staaten)
Die Socialist Equality Party (SEP) ist eine US-amerikanische trotzkistische Partei, die in den frühen 1960er Jahren aus einer Strömung innerhalb der Socialist Workers Party (SWP) hervorging. Sie steht in Solidarität mit dem Internationalen Komitee der Vierten Internationale.
Tim Wohlforth und James Robertson, zwei führende SWP-Mitglieder, formierten eine Richtung innerhalb der Partei, die so genannte „Revolutionary Tendency“ (RT; deutsch: revolutionäre Richtung), für die sie – erst Robertson, später auch Wohlforth – samt Parteigängern aus der SWP ausgeschlossen wurden. Während ihres kurzen Bestehens unterhielt die RT Kontakte zu Gerry Healys Socialist Labour League. Nach dem Ausschluss Wohlforths gründeten er und seine Anhängerschaft das Amerikanische Komitee der Vierten Internationale (AKVI), den amerikanischen Ableger des IKVI, in dem Healy stark dominierte.
Im Laufe der 1960er Jahre wurde das AKVI in Workers League umbenannt, 1996 schließlich in Socialist Equality Party. Vorsitzender ist seit 1976 David North.
Die SEP unterhält die Onlinepublikation World Socialist Web Site. Zuletzt wirkte sie im Oktober 2003 an den kalifornischen Recall-Wahlen mit und beteiligte sich an den amerikanischen Präsidentschaftswahlen 2004 mit einem eigenen Kandidaten. Die deutsche Schwesterorganisation heißt Sozialistische Gleichheitspartei, die britische, die kanadische, die australische und die sri-lankische trägt ebenfalls den Namen Socialist Equality Party.

## Präsidentschaftskandidaten

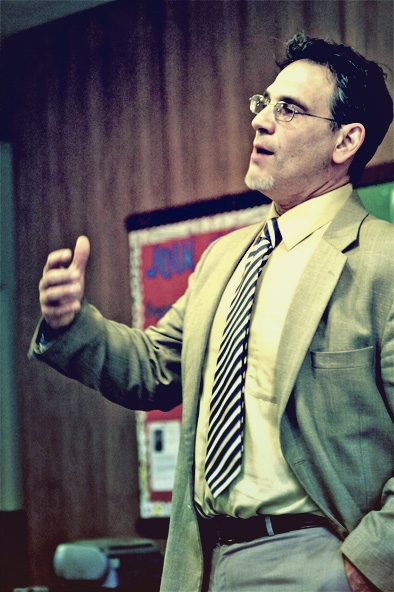
Jerry White (2008)

- 1984: Edward Winn
- 1988: Edward Winn
- 1992: Helen Halyard
- 1996: Jerry White
- 2004: Bill Van Auken
- 2008: Jerry White
- 2012: Jerry White
- 2016: Jerry White
- 2020: Joseph Kishore
- 2024: Joseph Kishore